# Quedá
Quedá (Kedah, em malaio; قدح, em jawi) é um sultanato e um dos estados da Malásia, localizado no noroeste da Malásia peninsular. Com uma área de 9 425 km² e uma população de 1 778 188 habitantes (2005), Quedá é formada principalmente por regiões de planície em que se cultiva o arroz. Pertence também ao estado a ilha de Langkawi. O estado limita ao norte com Perlis e com a Tailândia e ao sul e sudoeste com Perak e Penang, respectivamente. Sua capital é Alor Star.
Quedá divide-se em doze distritos: Baling, Bandar Baharu, Kota Setar, Pokok Sena, Kuala Muda, Kubang Pasu, Kulim, Pulau Langkawi, Padang Terap, Pendang, Sik e Yan.
A composição étnica do estado inclui malaios (1 336 352 habitantes), chineses (252 987), indianos (122 911) e outros.
Durante o período de influência siamesa, Quedá era conhecida como Saiburi (ไทรบุรี, em tailandês).